# Río Cipreses (Maule)
El río Cipreses es un curso natural de agua que nace en la laguna La Invernada y fluye en la Región del Maule para desembocar en el río Maule.
Este río es llamado río de La Invernada por Luis Risopatrón en su mapa, antes y después de la laguna. En su Diccionario jeográfico de Chile, sin embargo, llama "de La Invernada" al afluente de la laguna y "Cipreses" al emisario.

## Trayecto
El río Cipreses fluye en dirección SE en un corto y recto trayecto entre la laguna de la cual es emisario y el río Maule. Con desviaciones de su caudal mueve la central hidroeléctrica Cipreses,: 384  central hidroeléctrica Isla, la central hidroeléctrica Curillinque y la central hidroeléctrica Loma Alta.

## Caudal y régimen
Un informe de la Empresa Nacional de Electricidad de 1955 explica: "La laguna La Invernada ha sido formada por un tranque de lava proveniente del Volcán Los Hornos, que se levanta en la ladera poniente del valle. Tiene la laguna una superficie de 3,4 km², medida con el agua a la cota 1300 m sobre el nivel del mar, que era su nivel normal antes de la construcción de la central [Cipreses]. La laguna esta alimentada por los ríos Barroso e Invernada, con una hoya hidrográfica de 850 km², incluyendo la hoya de la propia laguna. El régimen hidrológico de estos ríos es preponderantemente glacial, con crecidas de deshielo en primavera y verano y con un pequeño aumento del gasto en invierno, provocado por las lluvias.": 17 

## Población, economía y ecología

Embalses y centrales hidroeléctricas en la cuenca del río Maule.